# Румшевич, Леонид Владимирович
Леонид Владимирович Румшевич — советский хозяйственный, государственный и политический деятель.

## Биография
Родился в 1905 году в Санкт-Петербурге. Член КПСС.
С 1929 года — на хозяйственной, общественной и политической работе. В 1929—1953 гг. — рабочий в Ленинграде, студент Среднеазиатского сельскохозяйственного института, заведующий селекционного пункта «Пахталикул» селекционной станции СоюзНИХИ, заместитель директора Ферганской хлопково-люцерновой опытной станции, создатель сортов хлопка 108Ф, 137Ф, 147Ф, 152Ф, 153Ф, 159Ф.
За выведение и внедрение в сельское хозяйство нового скороспелого сорта хлопчатника был удостоен личной Сталинской премии за выдающиеся изобретения и коренные усовершенствования методов производственной работы 1949 года.
Умер в Ташкенте в 1953 году.